# Klara Leusch
Klara Leusch (* 1996) ist eine deutsche Leichtathletin, die sich auf Sprints und Staffelläufe spezialisiert hat. Ihr bislang größter Erfolg ist der Titelgewinn bei den Deutschen Hallenmeisterschaften 2017 mit der 4-mal-200-Meter-Staffel.

## Berufsweg
Klara Leusch machte 2014 im Rahmen der Dualen Karriere Abitur am Landrat-Lucas-Gymnasium in Opladen.

## Sportliche Laufbahn
Wie viele junge Leichtathleten konkurrierte Leusch in verschiedenen Disziplinen, bis sie sich auf Sprints und Staffelläufe konzentrierte.
2014 belegte sie mit der 4-mal-200-Meter-Staffel den 7. Platz bei den Deutschen Jugendhallenmeisterschaften. Ein Jahr später verpasste Leusch knapp die Finalläufe.
2016 kam sie in der Erwachsenenklasse bei den Deutschen Hallenmeisterschaften mit der 200-Meter-Staffel auf den 8. Platz.
2017 wartete Leusch mit gleich drei persönlichen Bestleistungen auf: Über 200 Meter in 25,90 s beim Hallensportfest in Dortmund, über 60 Meter in 7,86 s bei den NRW-Hallenmeisterschaften und wurde in Leipzig mit der Staffel über 4-mal 200 Meter in 1:35,41 min Deutsche Hallenmeisterin.

## Vereinszugehörigkeit
Klara Leusch startet seit 2017 für die LG Olympia Dortmund. Ihr Stammverein ist der TVE Dortmund Barop. Zuvor war sie beim TSV Bayer 04 Leverkusen.

## Bestleistungen
(Stand: 12. März 2017)

Halle
- 060 m: 7,86 s (Leverkusen, 5. Februar 2017)
- 200 m: 25,90 s (Dortmund, 8. Januar 2017)
- 400 m: 61,41 s (Leverkusen, 17. Januar 2015)
- 4 × 200 m: 1:35,41 min (Leipzig 19. Februar 2017)

Freiluft
- 100 m: 12,37 s (+1,1) (Leverkusen, 8. Juli 2016)
- 200 m: 25,57 s (+0,8) (Leverkusen, 8. Juli 2016)
- 300 m: 42,29 (Leverkusen, 30. April 2016)

## Erfolge
national
- 2014: 7. Platz Deutsche Jugendhallenmeisterschaften
- 2016: 8. Platz Deutsche Hallenmeisterin (4 × 200 m)
- 2017: Deutsche Hallenmeisterin (4 × 200 m)